# Karen Klintø
Karen Klintø (ur. w 1983) – duńska lekkoatletka, tyczkarka. 
Kilkunastokrotna medalistka mistrzostw kraju, w tym złoto w 1999. Wielokrotnie zdobywała złote medale mistrzostw Danii w kategoriach młodzików, kadetów, juniorów oraz młodzieżowców. Kilkukrotnie ustanawiała juniorskie rekordy kraju (do poziomu 3,70).